# Letana despecta
Letana despecta är en insektsart som först beskrevs av Brunner von Wattenwyl 1878.  Letana despecta ingår i släktet Letana och familjen vårtbitare. Inga underarter finns listade i Catalogue of Life.